# 상호운용성
상호운용성(Interoperability, 相互運用性)이란 하나의 시스템이 동일 또는 이기종의 다른 시스템과 아무런 제약이 없이 서로 호환되어 사용할 수 있는 성질을 말한다. 처음에는 정보통신(IT) 또는 소프트웨어 개발 분야에서 사용되는 용어였으나, 이후 정치, 법률, 군사, 사회, 조직 등 다양한 분야로 확산되어 사용되고 있다.
이 용어는 처음에는 정보 교환을 허용하기 위해 정보 기술 또는 시스템 엔지니어링 서비스에 대해 정의되었지만 더 넓은 정의에서는 시스템 간 성능에 영향을 미치는 사회적, 정치적, 조직적 요인을 고려한다.
상호 운용성 유형에는 두 시스템이 서로 통신할 수 있는 구문 상호 운용성과 여러 조직이 함께 작업하고 정보를 교환하는 도메인 간 상호 운용성이 포함된다.

## 종류
둘 이상의 시스템이 공통 데이터 형식과 통신 프로토콜을 사용하는 경우 서로 통신할 수 있으며 구문 상호 운용성을 나타낸다. XML과 SQL은 일반적인 데이터 형식과 프로토콜의 예이다. 낮은 수준의 데이터 형식은 또한 구문 상호 운용성에 기여하여 모든 통신 시스템에서 알파벳 문자가 동일한 ASCII 또는 유니코드 형식으로 저장되도록 한다.
두 개 이상의 컴퓨터 시스템이 정보를 교환하는 능력을 넘어서, 의미론적 상호 운용성은 두 시스템의 최종 사용자가 정의한 대로 유용한 결과를 생성하기 위해 교환된 정보를 의미 있고 정확하게 자동 해석하는 능력이다. 의미론적 상호 운용성을 달성하려면 양측은 공통 정보 교환 참조 모델을 참조해야 한다. 정보 교환 요청의 내용은 명확하게 정의된다. 전송된 내용은 이해된 내용과 동일하다.
도메인 간 상호 운용성에는 공통의 이익이나 정보 교환을 위해 함께 일하는 여러 사회적, 조직적, 정치적, 법적 주체가 포함된다.

## 상호운용성과 개방형 표준
상호 운용성은 다양한 제품 간, 여러 공급업체의 유사한 제품 간의 교환, 심지어 동일한 제품의 과거 및 향후 개정판 간의 교환을 의미한다. 상호 운용성은 개방형 표준을 사용하여 나머지 제품을 제외하고 두 제품 간의 특별한 조치로 사후에 개발될 수 있다. 공급업체가 개방형 기반이 아닌 지배적인 시스템에 시스템을 적용해야 하는 경우 표준에서는 호환성이 아니라 상호 운용성이 중요하다.

### 개방형 표준
개방형 표준은 제안된 공통 프로토콜의 기술적, 경제적 장점, 단점 및 타당성을 논의하고 토론하는 개발에 이해관계가 있는 공급업체, 학계 및 기타 관계자의 대표를 포함하는 광범위하고 포괄적인 협의 그룹에 의존한다. 모든 구성원의 의심과 의구심을 해결한 후 결과로 나온 공통 문서가 공통 표준으로 승인된다. 이 문서는 이후 대중에게 공개될 수 있으며 이후 공개 표준이 된다. 일반적으로 출판되며 더 이상의 부담 없이 모든 사람이 무료로 또는 소액의 비용으로 사용할 수 있다. 다양한 공급업체와 개인(원래 그룹에 속하지 않은 사람도 포함)은 표준 문서를 사용하여 표준에 정의된 공통 프로토콜을 구현하고 설계상 상호 운용 가능한 제품을 만들 수 있으며 고객이 선택하는 데 따른 특별한 책임이나 이점은 없다. 표준화된 기능을 기반으로 한 제품을 다른 제품보다 높게 평가한다. 공급업체의 제품은 구현 품질, 사용자 인터페이스, 사용 용이성, 성능, 가격 및 기타 여러 요소를 놓고 경쟁하는 동시에 고객이 비즈니스를 위해 다른 경쟁 제품으로 전환하기로 선택한 경우에도 고객의 데이터를 그대로 유지하고 전송 가능하게 유지한다.

## 같이 보기
- 시맨틱 웹
- 협업